# 美徳シグナリング
美徳シグナリング（英: virtue signalling）とは、道徳的価値観の顕著な表現を表す蔑称的な語である。元々は進化生物学における徳のシグナリングという正式な学術的概念を説明するために使用されていた。

## 起源

### 進化生物学において

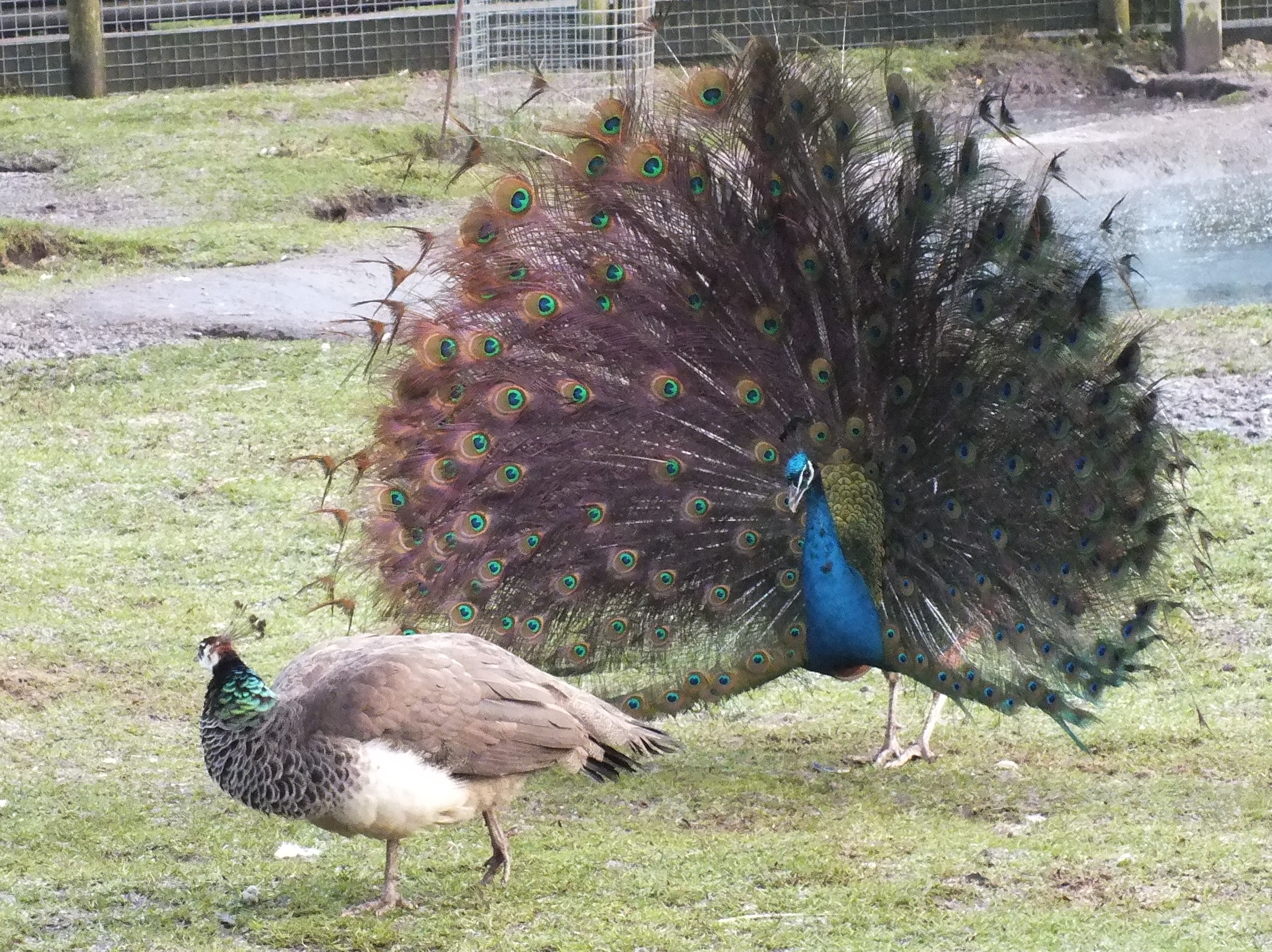
クジャクの雌と雄

自分の道徳的価値観をシグナリングするという考え方は、2015年に「美徳シグナリング」という新語が考案される以前から研究されていた。「徳のシグナリング」の考え方の一部は、チャールズ・ダーウィンが最初に構想したシグナリング理論の科学的研究に由来しており、1871年に出版された『人間の由来と性に関連した選択』がその起源となっている。ダーウィンはこの本の中で、「性淘汰による進化」という考え方を説いているが、これは、ある形質が生物において相対的に適応度を低下させるようなものであっても、その形質が仲間を引き寄せることによって、種の適応度を高めるため、その形質が維持されていくというものである。ダーウィンは、異性がその形質を好むという理由だけで、多くの形質が種の中で存続していることを示唆している。これと同様に、進化生物学におけるシグナリング理論では、道徳的価値観の外向きの表現が交配者に情報を提供し、それによってシグナリングされた美徳は性的に選択された形質として存在できることが示唆している。

### 口語において

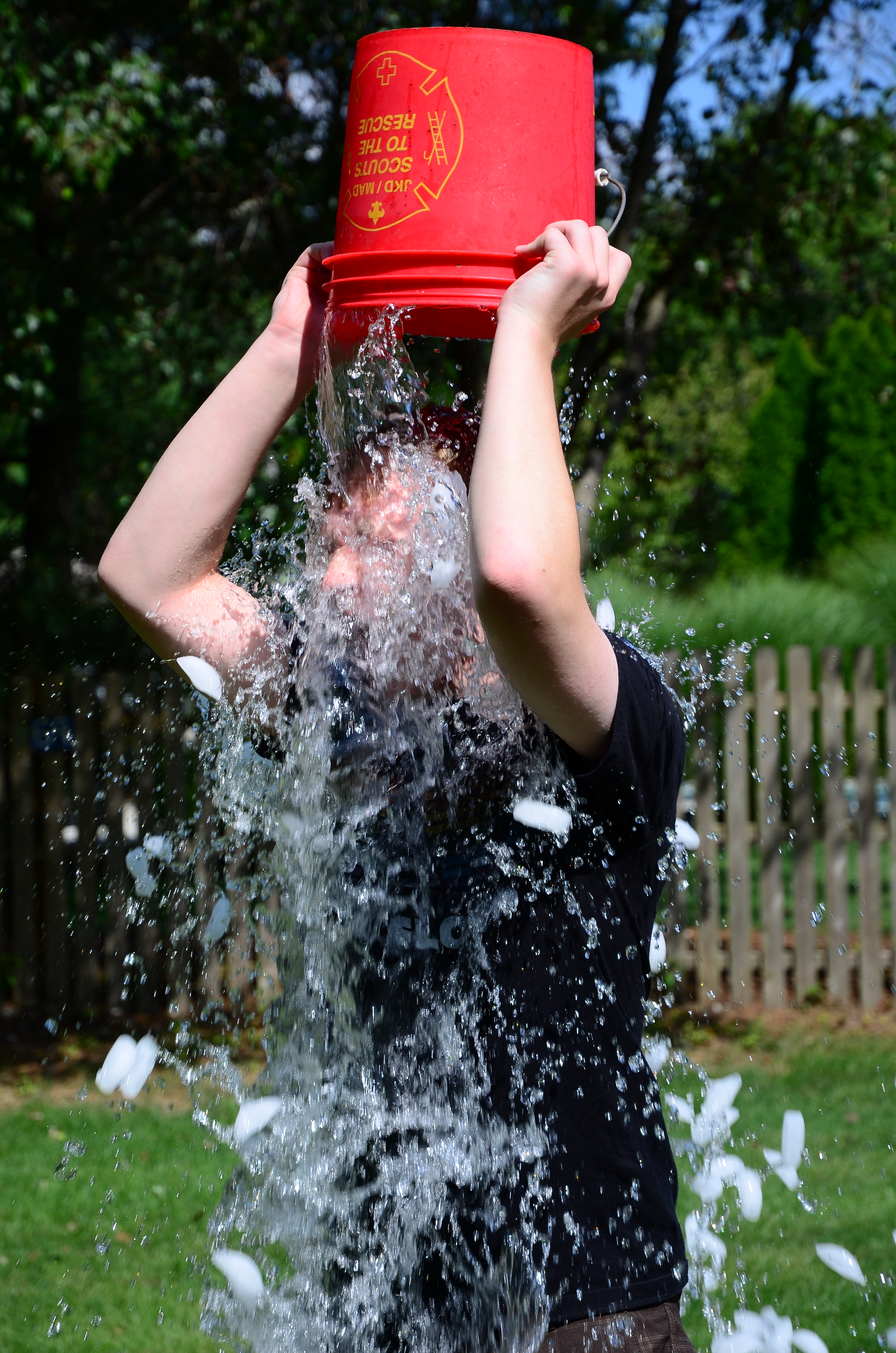
チャリティーのためにアイス・バケツ・チャレンジを行っている人。この行為は、美徳を伝えるものとして批判されている。

イギリスのジャーナリスト、ジェームズ・バーソロミューは、2015年にThe Spectatorに掲載された記事の中で、「美徳シグナリング」という用語を生み出したため、そのことで名前が知られている。バーソロミューによると、この言葉に注目が集まるのは、その行為に言及する用語が以前から欠如していたためである可能性が高いと述べ、後の記事でバーソロミューはこのフレーズを作った功績を主張した。彼は、美徳のシグナリングの概念は、用語自体よりもずっと前から存在していたことを示唆している。2019年の著書『美徳のシグナリング（Virtue Signaling: Essays on Darwinian Politics and Free Speech）』において、進化心理学者で言論の自由を提唱するジェフリー・ミラーは、徳のシグナリングという行為を何年にもわたって目撃していたが、それを説明するための適切なフレーズがまったくなかったと述べている。
美徳シグナリングは、他に類を見ない類の善行を公の場で誓う空虚な行為を糾弾する蔑称として人気を博した。バーソロミューの元記事では、バーソロミューは「美徳シグナリング」を、ある問題について社会的に許容される自身の提携を他の人に知らせることを目的とした、関連するコストがほとんどかからない公共の行為として説明している。ジェフリー・ミラーは、美徳シグナリングを生得的な行為であり、すべての人間が行うものであり、避けることができないものであると説明している。
シグナリング理論の提唱者の中には、割礼、断食、蛇の扱い、神明裁判など、様々なコストのかかる宗教的行為の継続や発生を美徳シグナリングと表現している人もいる。これは、宗教的な目的を持った行為に参加することで、その宗教が持つ信仰心への献身を示すものであり、それによって個人の道徳性を示すというものである。

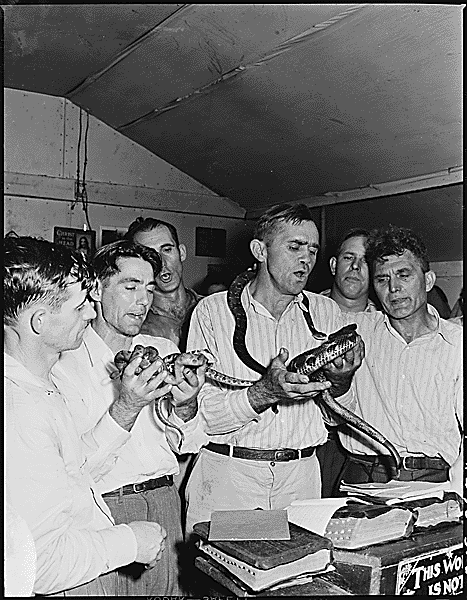
宗教における蛇の扱いは、美徳シグナルの伝達の一種であるとされている。

メリアム＝ウェブスターの編集者エミリー・ブリュースターは、2010年にハリス・ウィッテルスが造語した「謙虚を装った自慢」という言葉が学術的に対極にあるものとして、「美徳シグナリング」を説明している。

#### ソーシャルメディアにおいて
2018年、B.D. マクレイは『The Hedgehog Review』で、オンラインコミュニティでは特に美徳シグナリングが栄えたと記している。なぜならば、美徳シグナリングはデジタルな相互作用の中では避けられないものであり、そしてオンラインコミュニティでは自発性のようなオフラインの生活の資質を欠いていたからである。例えば、Facebookで自分の好きな本のリストを記入するとき、その人は通常、そのリストが自分について何を語っているのかを意識していた。
2018年の経済学の調査では、Facebook上で特定の製品やブランドの目立った消費を示すことで、目立った美徳シグナリング（CVS）が発生することが示された。著者らは、自己中心的な美徳シグナリングによって自尊心が高まることを発見した。

### 批判
この言葉が考案されて以来、美徳シグナリングはその妥当性について様々な評価を受けてきた。ニューヨーク・タイムズのオピニオン・ピースにおいて、心理学者のジリアン・ジョーダンとデビッド・ランドは、美徳シグナリング（すなわち偽装された怒り）は、特定の信念に対する真の怒りとは切り離せないが、ほとんどの場合、美徳シグナリングを示している人は、実際には同時に本当の怒りを経験していると主張している。ガーディアンの記事の中で、デビッド・シャリアトマダリは、自分の価値観を誇示するために行われる美徳シグナリングの典型的なものは、それが忌み嫌うとされていた行為と何ら変わらないと論じている。つまり、美徳シグナリングは、個人の行動の欠如を呼びかけるためのものであるが、それを行う行為そのものが美徳シグナリングの行為であるということである。彼は、自分の美徳シグナリングの認識を「自惚れ」として扱っており、それが権力や優越感の誤った感覚を持つ個人から来るものであることを指摘している。
ガーディアンの記事の中で、ゾーイ・ウィリアムスは、このフレーズが「シャンパン社会主義者という侮辱に続くもの」であることを示唆している。また、同じガーディアンのライターであるデイビッド・シャリアトマダリは、この用語は目的を果たしているが、政治的な議論の際に人身攻撃として乱用され、無意味な政治的流行語になってしまったと述べている。その結果、対義語である「悪意シグナリング」は、露骨な不道徳を指すようになった。

## 出版物
- Virtue Signaling: Essays on Darwinian Politics and Free Speech (2019)   ジェフリー・ミラー（英語版）.
  - この本では、ポップ・カルチャーやアカデミアにおける美徳シグナリングの歴史、個人的な関連性、応用に関するミラーの考えについてのエッセイと序文を集めたものである。ミラーは、政治的に分裂した環境の中で、政治的に肥沃な環境で育ったリバタリアンとして生きてきた自身の人生に美徳シグナリングの概念を適用し、言論の自由の表現に関わるこの用語の使用を批判している。この本には、長年にわたって様々な視点からの意見が掲載されているが、ミラー自身は、この本に掲載されているすべての考え方が、現在の自分の考え方を反映しているわけではないと指摘している。2013年か2015年頃から「美徳シグナリング」という言葉が出てきていることを考えると、ミラーは、心理学的・政治的なツールとしての美徳シグナリングを扱った、この種の本の中では初めての本である[21]。